# Lichtervelde
Lichtervelde este o comună neerlandofonă situată în provincia Flandra de Vest, regiunea Flandra din Belgia. La 1 ianuarie 2008 avea o populație totală de 8.489 locuitori. 

## Geografie
Suprafața totală a comunei este de 25,93 km². 

I: Lichtervelde

Localitățile limitrofe sunt:
| - Comuna Torhout: - a. Torhout - Comuna Oostkamp: - b. Ruddervoorde - Comuna Wingene: - c. Zwevezele - Comuna Ardooie: - d. Koolskamp - Comuna Roeselare: - e. Beveren - Comuna Hooglede: - f. Gits |